# Isra Vision Parsytec

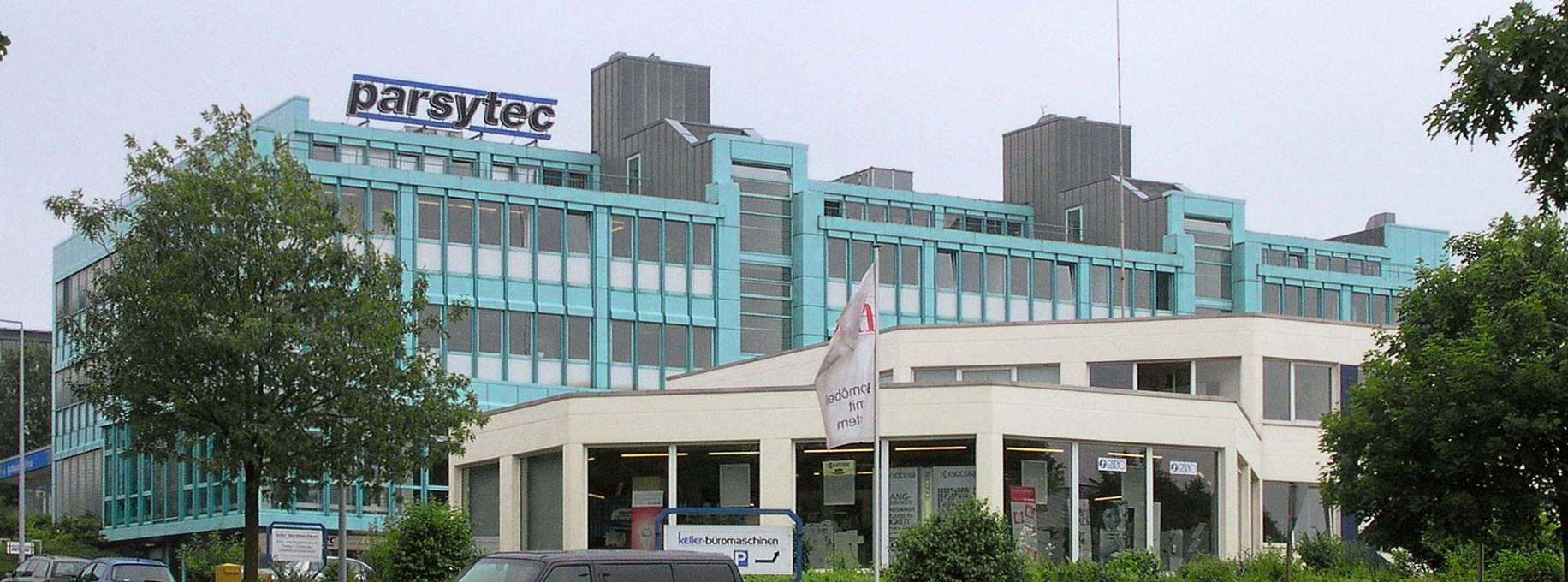
Unternehmenssitz in Aachen

Die ISRA VISION PARSYTEC AG mit Sitz in Aachen ist ein Konzernunternehmen der ISRA VISION AG. Sie ist ein Hersteller von Inspektionslösungen für die Papier- und Stahlindustrie.
Bekannt wurde das Unternehmen Ende der 1980er Jahre als Hersteller von Parallelrechnern, z. B. dem Parsytec GC. Das Unternehmen wurde Mitte 1999 an der Börse im ehemaligen Neuen Markt eingeführt.
Im Juli 2007 wurde die Aktienmehrheit von der ISRA VISION AG übernommen. Seit dem 18. April 2008 ist die Parsytec-Aktie nicht mehr an der Börse notiert.
Die Unternehmensgruppe hatte im Jahr 2011 weltweit mehr als 400 Angestellte, von denen 9 Prozent in Aachen beschäftigt waren.
Das Kerngeschäft ist die Entwicklung und der Vertrieb von Oberflächeninspektionssystemen für Bahnwaren in der Metall- und Papierindustrie.